# Unter dem Eis
Unter Dem Eis é o primeiro álbum da banda pop alemã Eisblume. Contando com os singles "Eisblumen", "Unter dem Eis" e "Leben ist schön".

## Unter dem Eis
1. Dämmerung
2. Eisblumen
3. Zeit bleibt nicht stehen
4. Leben ist schön
5. Überleben
6. Land in Sicht
7. Hoffnung (Interlude)
8. Zeit zu gehen
9. Stern
10. Liebe heisst Schmerz
11. Sieben mal
12. Unter dem Eis
13. Louise
14. Eisblumen (Video)